# Gouvernement Hedtoft II
 (août 2023).
Si vous disposez d'ouvrages ou d'articles de référence ou si vous connaissez des sites web de qualité traitant du thème abordé ici, merci de compléter l'article en donnant les références utiles à sa vérifiabilité et en les liant à la section « Notes et références ».
Royaume de Danemark
Hedtoft I Eriksen
Le gouvernement Hans Hedtoft II (en danois : Regeringen Hans Hedtoft II) est le gouvernement du royaume de Danemark entre le 16 septembre et le 30 octobre 1950, durant la 44e législature du Folketing.
Il est dirigé par le social-démocrate Hans Hedtoft et constitue un gouvernement minoritaire de la seule Social-démocratie (SD). Formé après les législatives du 5 septembre 1950, il succède au premier cabinet minoritaire de Hedtoft et cède le pouvoir au bout de six semaines à l'exécutif de coalition minoritaire du libéral Erik Eriksen.

## Historique
Dirigé par le Premier ministre social-démocrate sortant Hans Hedtoft, ce gouvernement minoritaire est constitué par la Social-démocratie (SD), qui dispose seul de 59 députés sur 150, soit 39,3 % des sièges du Folketing. Il bénéficie du soutien sans participation du Parti social-libéral danois (RV), qui compte 12 parlementaires.
Il est formé à la suite des élections législatives anticipées du 5 septembre 1950.
Il succède donc au gouvernement Hedtoft I, soutenu dans les mêmes conditions.

### Formation
Lors du scrutin, la Social-démocratie conforte de deux sièges sa place de premier parti danois. Après avoir échoué à constituer une coalition avec le RV et, successivement, le Parti libéral (V) puis le Parti de la justice (DR), Hedtoft est reconduit au pouvoir dix jours la tenue des élections.

### Succession
Mis en difficulté par son allié social-libéral dans sa politique étrangère et par l'opposition dans l'application de ses mesures économiques, le chef du gouvernement annonce sa démission le 26 octobre suivant. Quatre jours plus tard, le libéral Erik Eriksen accède au pouvoir en constituant un gouvernement minoritaire de coalition de centre droit.

## Composition
- Les nouveaux ministres sont indiqués en gras, ceux ayant changé d'attributions en italique.

| Fonction                                             | Titulaire | Titulaire              | Parti |
| ---------------------------------------------------- | --------- | ---------------------- | ----- |
| Premier ministre                                     |           | Hans Hedtoft           | SD    |
| Ministre des Affaires étrangères                     |           | Gustav Rasmussen       | SD    |
| Ministre des Finances                                |           | Viggo Kampmann         | SD    |
| Ministre du Travail et du Logement                   |           | Johannes Kjærbøl       | SD    |
| Ministre des Travaux publics                         |           | Frede Nielsen          | SD    |
| Ministre des Affaires sociales                       |           | Johan Strøm            | SD    |
| Ministre de la Pêche                                 |           | Christian Christiansen | SD    |
| Ministre de la Défense                               |           | Rasmus Hansen          | SD    |
| Ministre de l'Agriculture                            |           | Carl Petersen          | SD    |
| Ministre de l'Éducation                              |           | Julius Bomholt         | SD    |
| Ministre des Affaires ecclésiastiques                |           | Bodil Koch             | SD    |
| Ministre du Commerce, de l'Industrie et de la Marine |           | Hans Christian Hansen  | SD    |
| Ministre de la Justice                               |           | Karl Kristian Steincke | SD    |
| Ministre de l'Intérieur                              |           | Jens Smørum            | SD    |
| Ministre sans portefeuille                           |           | Vilhelm Buhl           | SD    |